# Văn Tuấn Huy
Văn Tuấn Huy (tiếng Trung: 文俊輝, bính âm: Wén Jùn Huī, tiếng Hàn: 문준휘; Romaja: Mun Jun Hwi, sinh 10 tháng 6 năm 1996), còn được biết đến với nghệ danh Jun, là một ca sĩ, diễn viên người Trung Quốc hiện đang hoạt động tại Hàn Quốc. Anh là thành viên của nhóm nhạc SEVENTEEN ra mắt vào 26 tháng 5 năm 2015 trực thuộc Pledis Entertainment.
Trong tên tiếng Trung "Wen Junhui", Jun "đẹp trai" và Hui có nghĩa là "tương lai tươi sáng và có thể phát triển tốt hơn". Nguồn gốc của nghệ danh là trước khi các thành viên thường gọi "Jun", vì vậy anh ấy lấy nghệ danh là Jun.

## Tiểu sử
Jun sinh vào ngày 10 tháng 6 năm 1996 ở Thâm Quyến, tỉnh Quảng Đông, Trung Quốc. Mẹ là Trùng Khánh và cha anh đến từ Hà Nam. Các thành viên trong gia đình anh bao gồm bố mẹ và em trai Phùng Quân. Cha mẹ anh li dị khi anh 2 tuổi, Jun sống với mẹ và mẹ anh tái hôn khi anh 8 tuổi. Em trai Phùng Quân là một ngôi sao nhí Trung Quốc và đã xuất hiện trong nhiều bộ phim truyền hình và phim ảnh.

## Sự nghiệp

### 1998-2014: Diễn viên
Khi chơi trong công viên khoảng 6 tháng tuổi, Trương Gia Huy đang quay phim gần đó . Đạo diễn phụ trách nghĩ rằng Văn Tuấn Huy rất dễ thương, và được mời quay, nhưng không thành công. Sau đó, anh có cơ hội thứ hai để quay. Năm 1998, khi tôi chỉ mới 2 tuổi, tôi đã ra mắt như một diễn viên quảng cáo bất động sản.
Năm 2002, anh tham gia bộ phim truyền hình "Đặc cảnh Phi Long" và đóng vai Trung trong vở kịch. Năm 2003, anh đóng vai chính trong Diêu Địch và Quý Thần, và được chuyển thể từ bộ phim truyền hình "Music Up" , một bộ phim hoạt hình cùng tên, đóng vai thời thơ ấu của nhân vật chính Ye Feng. Năm 2004, anh xuất hiện trong bộ phim truyền hình " Người cha hai biên giới " và đóng vai con trai của nhân vật chính Zeng Cheng. Năm 2005, anh tham gia bộ phim truyền hình "Gia Phong" với sự tham gia của Vương Khánh Tường và Vương Phức Lệ. Cùng năm đó, anh tham gia bộ phim truyền hình " Người cha hai biên giới " và phần tiếp theo " Go! Go! Daddy ".
Năm 2007, anh tham gia bộ phim " The Pye-Dog " với Trần Dịch Tấn, Lâm Uyển và Tăng Chí Vĩ, và được chọn là "Nam diễn viên mới xuất sắc nhất" của Giải thưởng điện ảnh Hồng Kông lần thứ 27  Giải thưởng thường niên của Hiệp hội đạo diễn phim Hồng Kông lần thứ 2 "Giải bạc cho nam diễn viên mới của năm" , diễn xuất của anh trong vở kịch cũng đã giành được đạo diễn , Eason Chan , Lâm Tử Tường và được truyền thông khen ngợi .
Vào tháng 3 năm 2009, Emperor Entertainment Group muốn ký hợp đồng với Văn Tuấn Huy, nhưng Văn Tuấn Huy không ký hợp đồng.

### 2012-2015: Thời gian thực tập
Năm học cấp 2, Khi đang đi chơi với bạn bè của mình tại một cửa hàng tiện lợi ở Trung Quốc, Jun (Seventeen) đã được nhân viên Pledis nhìn trúng và trở thành thực tập sinh năm 2012.
Năm 2013, công ty Pledis bắt đầu phát sóng một chương trình trực tiếp có tên 17TV trên web online trực tuyến UStream. Trong suốt thời gian lên sóng, các fans đã được mời đến phòng tập của Seventeen để tận mắt theo dõi quá trình thực tập của họ. Các thực tập sinh lần được ra mắt công chúng qua các "seasons" khác nhau của chương trình, một số thực tập sinh khác lại kết thúc quá trình đào tạo của họ sau các concert "Like SEVENTEEN". Tại KBS Gayo Daechukje vào cuối năm 2014, anh xuất hiện trên sân khấu của San E và Raina cùng với S.coups, Hoshi, Wonwoo, Mingyu và Vernon. Sau hai năm bảy tháng làm thực tập sinh, anh được debut.

### 2015: ra mắt với SEVENTEEN

Jun vào năm 2019

Vào ngày 26 tháng 5 năm 2015, Jun cùng với các thành viên S.coups, Jeonghan, Joshua, Hoshi, Wonwoo, Woozi, The8, DK, Mingyu, Seungkwan, Vernon và Dino đã ra mắt với nhóm nhạc nam SEVENTEEN và thông qua một showcase trực tiếp kéo dài 1 tiếng của kênh truyền hình lớn MBC, do Lizzy và Raina của After School làm MC, trong tập thứ 7 của chương trình "SEVENTEEN Project": Debut Big Plan" trên kênh truyền hình MBC, đã ra mắt mini album đầu tiên "17 CARAT"
Vào ngày 27 tháng 12 năm 2016, anh được bầu chọn thứ 81 trong Top 100 anh chàng đẹp trai nhất thế giới 2016. Năm 2017, anh được chọn là một trong 100 người đàn ông đẹp trai nhất thế giới.

## Tác phẩm âm nhạc

### Bài hát gốc khác
- Dưới đây là những bài hát đã được phát hành nhưng chưa được phát hành chính thức

| Năm      | Ngày phát hành  | Tên bài hát | Ca sĩ           | Lưu ý                                                                        |
| -------- | --------------- | ----------- | --------------- | ---------------------------------------------------------------------------- |
| Năm 2015 | Ngày 16 tháng 5 | Hello       | Jun, DK, Mingyu | Lời bài hát của DK và Mingyu, Sau này nằm trong album " TEEN, AGE " của nhóm |

## Sáng tác

### Tác phẩm âm nhạc
- Tên đã đăng ký với Hiệp hội Bản quyền Âm nhạc Hàn Quốc là hoặc JUN và số đăng ký là 10013921.[24]

#### Bài hát của nhóm
| Ngày phát hành           | Bao gồm các album | Tên bài hát | Số bài hát   | Lyric |
| ------------------------ | ----------------- | ----------- | ------------ | ----- |
| Ngày 5 tháng 12 năm 2016 | "Going Seventeen" | HIGHLIGHT   | 100001361458 | ✓     |
| Ngày 22 tháng 5 năm 2017 | "Al1"             | MY I        | 100001586543 | ✓     |
| Ngày 6 tháng 11 năm 2017 | "TEEN, AGE"       | Hello       | 100001731909 | ✓     |

### Vũ điệu
- Tên đăng ký trong Hiệp hội Biên đạo Hàn Quốc [25] là và có 3 sáng tạo nhảy được đăng ký. [chú thích 1]

#### Vũ đạo của nhóm
| Ngày phát hành           | Bao gồm các album | Tên bài hát    | Thiên nhiên  | Lưu ý              |
| ------------------------ | ----------------- | -------------- | ------------ | ------------------ |
| 29 tháng 5 năm 2015      | "17 CARAT"        | JAM JAM        | Đồng tác giả | Với Hoshi, 8, Dino |
| Ngày 10 tháng 9 năm 2015 | "BOYS BE"         | OMG            | Đồng tác giả | Với Hoshi, 8, Dino |
| Ngày 25 tháng 4 năm 2016 | "LOVE&LETTER"     | Chuck (엄 LES) | Đồng tác giả | Với Hoshi, 8, Dino |

#### Chưa đăng ký
| Ngày phát hành           | Bao gồm các album | Tên bài hát                 | Đồng sáng tác           |
| ------------------------ | ----------------- | --------------------------- | ----------------------- |
| Ngày 22 tháng 5 năm 2017 | " Al1 "           | Swimming Fool               | Với Hoshi, The 8, Dino  |
| Ngày 22 tháng 5 năm 2017 | " Al1 "           | MY I                        | Với The8                |
| Ngày 6 tháng 11 năm 2017 | "TEEN, AGE"       | CLAP (박수)                 | Với Hoshi, The 8, Dino, |
| Ngày 6 tháng 11 năm 2017 | "TEEN, AGE"       | "Lilili Yabbay" (13월의 춤) | Với Hoshi, The 8, Dino  |

## Phim và truyền hình

### Phim
| Năm      | Ngày phát hành   | Tiêu đề                      | Vai trò                | Lưu ý |
| -------- | ---------------- | ---------------------------- | ---------------------- | --- |
| Năm 2003 | Ngày 5 tháng 7   | Người mới đến Thịt lợn nướng |                        | [ 30 ] |
| Năm 2007 | Ngày 15 tháng 11 | The Pye-Dog                  | Lâm Chí Hoành          | Chung kết giải thưởng Diễn viên mới xuất sắc nhất của Hồng Kông lần thứ 27 (Chung kết 5) Giành giải Bạc cho Nam diễn viên mới của năm tại Giải thưởng thường niên của Đạo diễn phim Hồng Kông lần thứ 2 |
| Năm 2010 | 24 tháng 6       | Diệp vấn tiền truyện         | Diệp vấn (Thời thơ ấu) | [ 31 ] |
| Năm 2011 | Ngày 9 tháng 7   | Quyền lực hữu hạn            | Con trai thị trưởng    | |
| Năm 2013 | 17 tháng 9       | Mẹ tôi                       | Lâm Nghĩa Long         | Phim trung quốc |

### Phim truyền hình / phim truyền hình
| Năm      | Ngày ra mắt      | Đài truyền hình / Nền tảng phát sóng                       | Tiêu đề                   | Vai trò                         | Thiên nhiên                    | Tập | Lưu ý                       |
| -------- | ---------------- | ---------------------------------------------------------- | ------------------------- | ------------------------------- | ------------------------------ | --- | --------------------------- |
| Năm 2000 |                  |                                                            | Thủ Vọng chân tình        | Chung Thủ Vọng                  |                                |     | Opera trên đường            |
| 2002     | 1 tháng 5        | Kênh truyền hình Pearl River Quảng Đông                    | Đặc canh Phi Long         | Trung Tử                        |                                | 30  |                             |
| Năm 2003 |                  |                                                            | Bài hát làm tôi phát điên | Diệp Phong (thời thơ ấu)        | Nhân vật chính (Thời thơ ấu)   | 22  |                             |
| Năm 2004 | Ngày 20 tháng 12 | ATV Home                                                   | Người cha hai biên giới   | Tăng Thành                      | Con trai của nhân vật chính    | 35  |                             |
| Năm 2005 | Ngày 2 tháng 5   | ATV Home                                                   | Go! Go! Daddy             | Tăng Thành                      | Con trai của nhân vật chính    | 20  |                             |
| Năm 2005 | Ngày 20 tháng 11 | Đài truyền hình Trung ương Trung Quốc                      | Gia Phong                 | Tử Tử                           |                                | 22  |                             |
| Năm 2010 | Tháng 8          | IQiyi,, PPTV                                               | Túy Hồng Trần             | Tiểu chín(vị thành niên)        |                                | 30  |                             |
| Năm 2010 | Ngày 19 tháng 2  | Đài phát thanh và truyền hình Liêu Ninh                    | Đại Minh Phi              | Chu Do Hiệu                     | Con trai của diễn viên         | 20  |                             |
| Năm 2010 | Ngày 12 tháng 3  | Kênh Giải trí Truyền hình Nam (TVS4)                       | Loạn thế ngọc duyên       | Thường Đúc Toàn (vị thành niên) |                                | 34  |                             |
| Năm 2010 | Ngày 13 tháng 9  | ATV Home                                                   | Người chiến thắng là vua  | Cameo                           | Cameo                          | 30  |                             |
| Năm 2011 | Ngày 2 tháng 12  | Truyền hình Rồng Thượng Hải, Đài truyền hình Hồ Bắc, BTV-1 | Đại Hán Khẩu              | Lục Tu Vũ (vị thành niên)       | Nhân vật chính (vị thành niên) | 32  |                             |
| 2012     | 26 tháng 3       | Truyền hình vệ tinh Giang Tây                              | Minh châu du long         | Con trai của Trương Bảo Châu    | Con trai của nữ anh hùng       | 34  |                             |
| 2012     | Ngày 16 tháng 6  | Truyền hình vệ tinh Sơn Đông                               | Tình yêu dưới mái nhà     | Hải Thiên (vị thành niên)       | Nhân vật chính (vị thành niên) | 60  | Phim truyền hình Trung Quốc |
| 2012     | 25 tháng 8       | Kênh truyền hình Thượng Hải                                | Chiến tranh thiếu nhi     | Lưu Hiểu                        |                                | 32  |                             |
| Năm 2013 | Ngày 12 tháng 6  | Truyền hình vệ tinh Tứ Xuyên                               | Tiết Đinh San             | Tiết ứng Long                   |                                | 40  |                             |
| Năm 2015 | Ngày 16 tháng 7  | Iqiyi                                                      | Nam thần chấp sự đoàn     | Tiểu Dracula                    | Diễn viên phụ                  | 10  | Kịch trực tuyến             |
| Năm 2023 | Ngày 27 tháng 7  | Iqiyi                                                      | Đồng thoại độc nhất       | Lăng Siêu                       | Diễn viên chính                | 24  |                             |

### Chương trình tạp kỹ
| Năm      | Ngày phát sóng            | Đài truyền hình / kênh | Hiển thị tên      | Tập | Lưu ý    |
| -------- | ------------------------- | ---------------------- | ----------------- | --- | -------- |
| Năm 2018 | 12 tháng 7 đến 13 tháng 9 | Tencent Video          | Triều âm thiên Kỷ |     | Với The8 |

### MC
| Năm      | Ngày                              | Đài truyền hình | Tên sự kiện                       | Thiên nhiên             | Lưu ý                          |
| -------- | --------------------------------- | --------------- | --------------------------------- | ----------------------- | ------------------------------ |
| Năm 2015 | 7 tháng 7, 14 tháng 7, 15 tháng 9 | SBS MTV         | The Show                          | Phòng chat tương tác MC | -                              |
| Năm 2015 | Ngày 22 tháng 9                   | SBS MTV         | The Show                          | Phòng chat tương tác MC | Với Seungwan                   |
| Năm 2015 | 29 tháng 9, 13 tháng 10           | SBS MTV         | The Show                          | Phòng chat tương tác MC | -                              |
| Năm 2016 | Ngày 4 tháng 6                    | -               | Dream Concert lần thứ 22 năm 2016 | Một MC                  | Với Jeonghan và Mingyu         |
| 2019     | Ngày 6 tháng 7                    | SBS             | Super Concert tại Hồng Kông       | MC đặc biệt             | Với Kim Yee Kyu và Hong Zhixiu |

## Buổi hòa nhạc và các buổi biểu diễn khác
- Chỉ liệt kê một phần của các buổi biểu diễn hoặc biểu diễn trên sân khấu đặc biệt, các buổi hòa nhạc của các nhóm tham gia và các buổi biểu diễn tham gia, xem SEVENTEEN - các buổi hòa nhạc và các buổi biểu diễn khác

### Các buổi hòa nhạc lớn khác
| Năm      | Ngày             | Tên buổi hòa nhạc         | Địa điểm                                                           | Lưu ý                                                                        |
| -------- | ---------------- | ------------------------- | ------------------------------------------------------------------ | ---------------------------------------------------------------------------- |
| Năm 2014 | Ngày 26 tháng 12 | Liên hoan Ballad KBS 2014 | Hội trường KBS, Yeouido, Seoul, Hàn Quốc                           | Và S.coups, Hoshi, Wonwoo, Mingyu, Vernon & San E, Raina đóng vai chính cùng |
| Năm 2016 | Ngày 12 tháng 1  | Thử thách vô hạn EXPO     | Phòng triển lãm đầu tiên của KINTEX , Ilsan, Gyeonggi-do, Hàn Quốc | Với Performance Team, Vernon                                                 |
| Năm 2016 | Ngày 18 tháng 6  | Lễ hội cảm ơn năm 2016    | Trung tâm văn hóa MBC Shangam, Seoul, Hàn Quốc                     | Với Mingyui & Baej ji young (Giai đoạn đặc biệt)                             |

## Quảng cáo chứng thực
| Năm      | Ngày phát hành | Chụp tạp chí và phỏng vấn             | Lưu ý            |
| -------- | -------------- | ------------------------------------- | ---------------- |
| Năm 2016 | 24 tháng 10    | HÀN QUỐC & CONFUSED HÀN QUỐC Tháng 11 | Performance Team |

## Giải thưởng
| Năm      | Tên                                                                    | Giải thưởng                     | Công trình  | Kết quả   |
| -------- | ---------------------------------------------------------------------- | ------------------------------- | ----------- | --------- |
| Năm 2007 | Giải thưởng thường niên của Hiệp hội đạo diễn phim Hồng Kông lần thứ 2 | Giải thưởng Nghệ sĩ mới của năm | The Pye-Dog | Đoạt giải |
| Năm 2008 | Giải thưởng điện ảnh Hồng Kông lần thứ 27                              | Nam diễn viên mới xuất sắc nhất | The Pye-Dog | Đề cử     |

| Hàng năm                             | Vật phẩm thi đấu                                             | Giải thưởng                          | Lớp                                  |
| Trò chơi Ngôi sao thần tượng của MBC | Trò chơi Ngôi sao thần tượng của MBC                         | Trò chơi Ngôi sao thần tượng của MBC | Trò chơi Ngôi sao thần tượng của MBC |
| ------------------------------------ | ------------------------------------------------------------ | ------------------------------------ | ------------------------------------ |
| 2017                                 | Thể dục nhịp điệu đồng đội nam (Jun, Hoshi, DK, The 8, Dino) | Huy chương bạc                       | Tổng số điểm: 19.10 / 20.00 điểm     |
| 2017                                 | Đội bắn cung nam (Vernon, Jun, WOOZI)                        | Huy chương bạc                       | Tổng số điểm: 78/100 điểm            |
| 2019                                 | Đội bắn cung nam (Vernon, Jun, DKI)                          | Huy chương vàng                      | Tổng số điểm: 95/100 điểm            |